# Västerbyholm
Västerbyholm är en herrgård i Norrköpings kommun (Sankt Johannes socken), Östergötlands län.

## Historik
Västerbyholm är en herrgård i Sankt Johannes socken, Lösings härad. Tillhörde 1487 väpnaren Joakim Björnsson (Västerbyätten), 1526 riddaren och riksrådet Måns Svensson (Somme), gift med Anna Bielke (död 1573), 1587 och 1620 Sven Månsson (Somme), gift med Bengta Gylta, senare landshövdingen Ivar Nilsson (Natt och Dag), vars moder var Anna Gylta, 1636 fru Metta Gylta (död före 1642) senare vice presidenten Arvid Ivarsson (Natt och Dag), därefter hans änka Märta Kurck (död 1698). Ägdes vidare av deras son, generalmajoren friherre Sten Arvidsson Sture (död 1730) samt såldes av hans änka grevinnan Hedvig Maria Piper till krigsrådet
Johan Adelsvärd, som var ägare på 1750-talet och ännu på 1770-talet. Tillhörde i början av 1800-talet tillsammans med Händelö och Lindö brukspatron Christian Eberstein (död 1816), som donerade en del av egendomens avkastning till Ebersteinska skolan. Hörde fortfarande tillsammans med nyssnämnda egendomar men frånsåldes slutligen och tillhörde 1864 överingenjören Anders Alreik, som vid sin död 1865 testamenterade egendomen till välgörande ändamål, så att, sedan avkastningen 132 tunnor säd utgått till Ebersteinska skolan i Norrköping, fördelas det övriga emellan Norrköpings lasarett, Reutersköldska hittebarnshuset, uppfostringsinrättningen i Norrköping för vanartade flickor och Folåsa räddningsinstitut.
Liksom vid Händelö har här förr i tiden funnits egen kyrka eller ett huskapell, som tillsammans med mangården förstördes av ryssarna 1719.